# Ткачі (зупинний пункт)
Ткачі (біл. Ткачы) — зупинний пункт Берестейського відділення Білоруської залізниці в Пружанському районі Берестейської області. Розташоване за 0,9 км на північний схід від села Ткачі; на лінії Барановичі-Центральні — Берестя-Центральний, поміж зупинним пунктом Павловичі і станцією Оранчиці.